# 杂色啄花鸟
杂色啄花鸟（学名：Dicaeum tristrami），是啄花鸟科啄花鸟属的一种，为所罗门群岛的特有种。该物种的保护状况被评为无危。
杂色啄花鸟的平均体重约为11.6克。栖息地为亚热带或热带的湿润山地林。